# Opération Colossus
Vous lisez un « bon article » labellisé en 2023.
Pendant la Seconde Guerre mondiale
L'opération Colossus est la première opération aéroportée de l'histoire des Forces armées britanniques, qui se déroule le 10 février 1941 pendant la Seconde Guerre mondiale.
En juin 1940, le Premier ministre britannique Winston Churchill ordonne la création d'une unité aéroportée, en réponse aux succès des opérations aéroportées menées par la Luftwaffe pendant la bataille de France. Des volontaires sont formés pour intégrer l'unité, mais l'absence des équipements et des installations indispensables, ainsi que les contraintes administratives ne permettent d'engager qu'un nombre assez limité d'hommes. La première unité aéroportée à suivre les entraînements est composée de membres d'une unité d'élite, le No. 2 Commando, qui, à l'occasion, est rebaptisé No. 11 Special Air Service Battalion. En septembre 1940, le bataillon compte dans ses rangs 350 hommes. Le No. 11 Special Air Service Battalion termine son entraînement en décembre 1940 et, en février 1941, trente-huit de ses membres sont sélectionnés pour mener une opération visant à tester la capacité des troupes aéroportées et la fiabilité de leurs équipements. L'opération est également une occasion pour évaluer les aptitudes de la Royal Air Force à larguer ses troupes avec précision.
La cible choisie pour l'opération est un aqueduc d'eau douce près de Calitri dans le sud de l'Italie, qui alimente en eau une grande partie de la population locale et plusieurs ports utilisés par les forces armées du pays. Les Britanniques espèrent que la destruction de cette cible entravera les efforts de guerre des Italiens en Afrique du Nord et en Albanie. Le 10 février 1941, les troupes sont larguées par des bombardiers Armstrong Whitworth Whitley reconvertis en avions de transport, mais des dysfonctionnements mécaniques et des erreurs de navigation se produisent et les explosifs indispensables à l'opération ainsi qu'une équipe de sapeurs des Royal Engineers atterrissent dans la mauvaise zone. Malgré ce revers, les membres restants de la troupe réussissent à détruire l'aqueduc et tentent de s'enfuir, mais ils sont vite capturés par des militaires italiens. Un traducteur italien qui fait partie de la troupe est torturé puis exécuté, alors qu'un des parachutistes parvient à s'échapper. Les autres membres de l'unité sont détenus en tant que prisonniers de guerre. L'aqueduc étant rapidement réparé, l'opération n'a pas affecté l'approvisionnement en eau des zones portuaires et de la population locale en général.
Malgré un échec partiel, l'opération a permis aux Britanniques d'identifier des failles techniques et stratégiques qui plus tard leur servent à améliorer la planification d'autres opérations aéroportées.

## Contexte historique

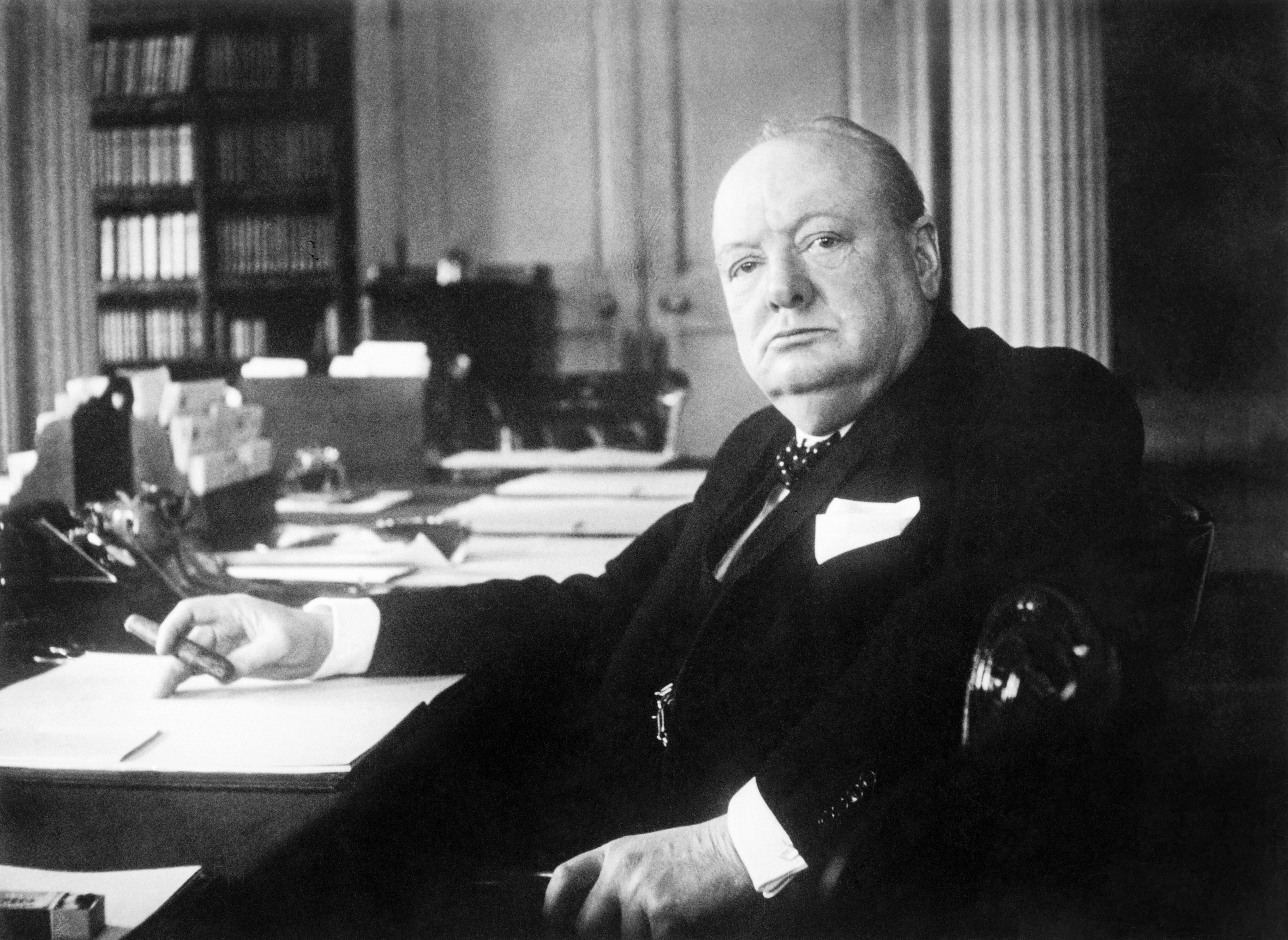
Au début de la Seconde Guerre mondiale, les moyens à disposition des forces aéroportées britanniques ne sont pas à la hauteur des ambitions de Winston Churchill.

Ayant mené plusieurs opérations aéroportées à succès durant la bataille de France, notamment lors de l'attaque du fort d'Eben-Emael, la Luftwaffe fait figure de pionnière des débarquements aéroportés,. Cette situation persuade les gouvernements alliés de créer leurs unités aéroportées, démarche initiée en Grande-Bretagne avec la création de deux divisions aéroportées le 22 juin 1940,. À l'origine, le Premier ministre Winston Churchill ordonne au War Office d'enquêter sur la possibilité de créer un corps de 5000 parachutistes,,. Les commandants du War office estiment cependant qu'il est impossible de recruter un nombre aussi important d'hommes en si peu de temps. De plus, les rares planeurs utilisables en Grande-Bretagne sont trop légers pour être utilisés à des fins militaires. À cela s'ajoute l'absence d'avions de transport pour remorquer les planeurs et transporter les troupes. Le 10 août 1940, le War Office informe Winston Churchill qu'en raison du manque d'équipements et de temps, seuls 500 hommes sont sélectionnés pour suivre les entraînements aéroportés, parmi 3500 volontaires. En décembre 1940, le War Office déclare dans un mémorandum envoyé au Premier ministre que 500 parachutistes vont être opérationnels dès le printemps 1941. Cette éventualité implique toutefois la création d'un organisme de formation des troupes et l'acquisition de tous les équipements nécessaires.

Le General Aircraft GAL 48 Hotspur, un des premiers planeurs militaires construits par les Britanniques.

Pour former les 500 hommes sélectionnés, la Central Landing Establishment est créée au RAF Ringway près de Manchester, le 21 juin 1940. La Royal Air Force fournit un certain nombre de bombardiers moyens Armstrong Whitworth Whitley, qui sont reconvertis en avion de transport militaire pour larguer les parachutistes. Les Britanniques construisent également des planeurs militaires comme le General Aircraft GAL 48 Hotspur, mais ils ne commencent à utiliser ce type d'appareil qu'à partir de l'année 1942 durant l'opération Freshman. Le développement dans l'immédiat d'unités aéroportées, ainsi que la formation des 500 volontaires déjà sélectionnés sont cependant entravés par trois problématiques distinctes. D'abord, avec la menace d'invasion allemande de 1940, de nombreux responsables du War Office et de l'armée britannique n'imaginent pas disposer de suffisamment d'hommes pour constituer des unités aéroportées efficaces, après les pertes subies durant la bataille de France. Ensuite, il y a le problème de l'approvisionnement en armements et matériels, puisque la décision de former une force aéroportée coïncide avec une période de forte demande venant des trois branches des Forces armées britanniques, alors en plein essor. N'ayant pas de politique bien établie pour faire face à la guerre, le secteur de l'industrie britannique n'arrive pas à satisfaire à la fois les demandes des branches de l'armée et de la force aéroportée encore naissante. Enfin, les forces aéroportées britanniques n'ont pas encore de politique organisationnelle bien établie, et il n'est pas encore décidé si elles doivent passer sous les commandements de l'armée ou ceux de la Royal Air Force (RAF). La rivalité entre le War Office et le ministère de l'Air, chargé de la RAF, est également un facteur majeur qui retarde l'expansion des forces aéroportées britanniques.

## Préparatifs de l'opération
Parmi les 500 hommes ayant commencé un entraînement intensif, 342 sont sélectionnés en septembre 1940, après qu'un bon nombre d'entre eux ont échoué à la formation à la suite de leur refus de passer par l'étape obligatoire du saut en pararachute,. Selon les dires d'un officier supérieur de la RAF rattaché au Central Landing Establishment, ces hommes ont refusé de sauter à cause de leur manque d'expérience, mais également par crainte que le parachute ne s'ouvre pas au bon moment. Le 21 novembre 1940, le commando est officiellement baptisé No. 11 Special Air Service Battalion et réorganisé pour former un quartier général de bataillon, incluant un escadron de parachutiste et un escadron de planeur. Le 17 décembre, le bataillon termine officiellement les formations en parachutisme militaire, après avoir participé à des démonstrations devant quelques observateurs militaires. Dès lors, les hommes du No. 11 Special Air Service Battalion sont déclarés aptes au service actif.

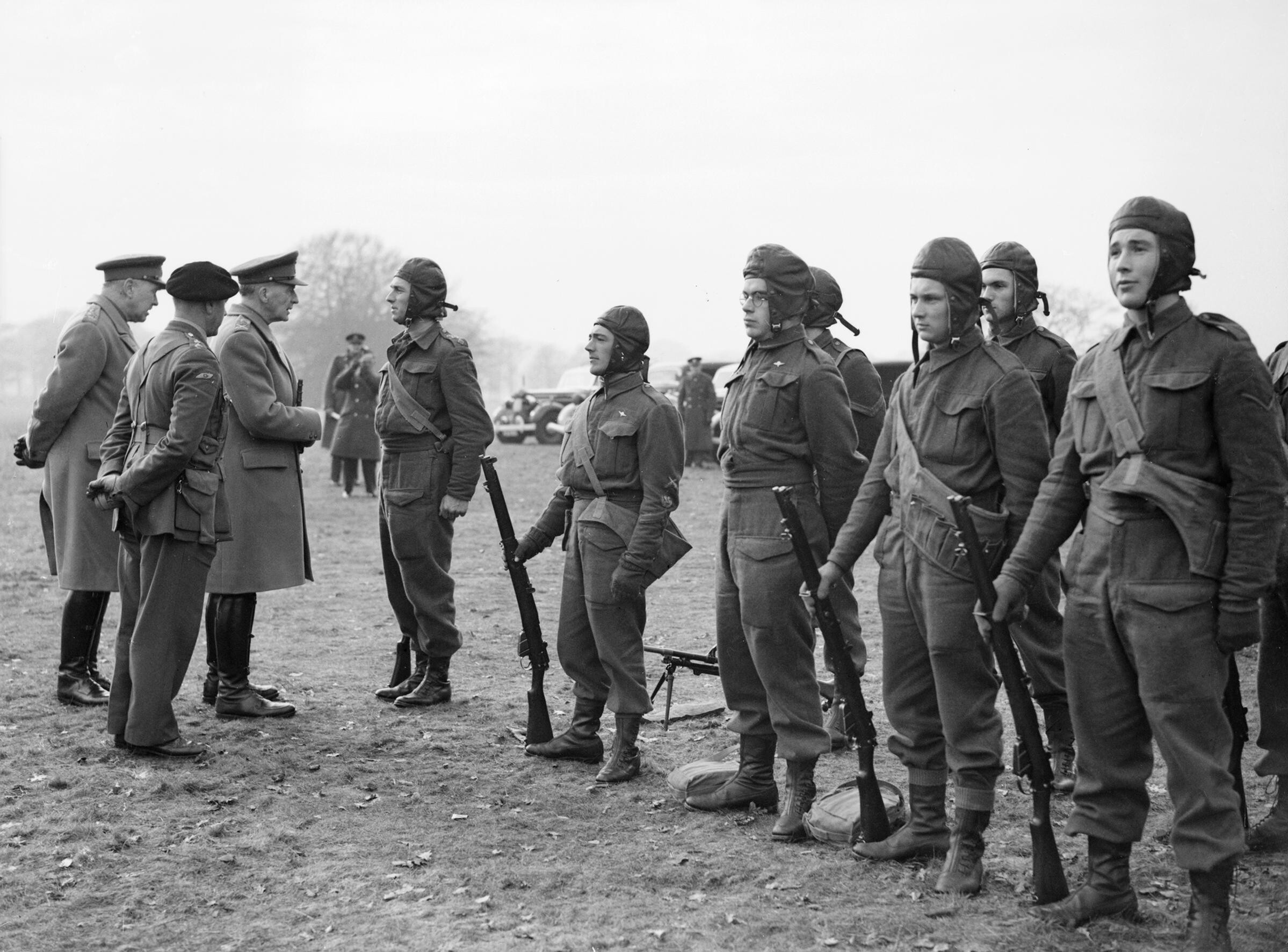
Le général John Dill, chef de l'Imperial General Staff, inspectant les troupes de parachutistes au Central Landing Establishment au RAF Ringway près de Manchester, en décembre 1940.

Seule unité disponible pour une opération aéroportée, le No. 11 Special Air Service Battalion ne possède pas encore d'avions de transport, tandis que le personnel navigant technique de la Royal Air Force n'a aucune expérience dans les opérations aéroportées. Les Britanniques n'ont par ailleurs aucune installation à l'étranger pour soutenir exclusivement ce type d'opération. En dépit de toutes ces contraintes, le gouvernement britannique et les hauts responsables de la RAF décident de mettre sur pied un raid aéroporté. Cette décision est motivée par un besoin de démontrer au reste du monde que le Royaume-Uni demeure une force de frappe majeure. Première occasion pour tester la capacité opérationnelle du bataillon et la fiabilité de leurs équipements, l'opération permet d'évaluer les aptitudes des Britanniques à larguer leurs troupes avec précision. La cible choisie pour l'opération est un aqueduc traversant la rivière Tragino, près de la ville de Calitri, qui assure l'adduction d'eau vers la région des Pouilles. Cette région compte alors près de deux millions d'habitants et abrite le port de Tarente, qui est d'une importance stratégique majeure pour les forces armées italiennes. En outre, les commandants de la RAF espèrent que la destruction de l'aqueduc et l'arrêt de l'approvisionnement en eau de la population locale affectera le moral des Italiens tout en apportant un impact négatif sur leur efforts de guerre en Afrique du Nord et en Albanie. L'aqueduc est d'une construction solide et se trouve à une distance importante de la côte italienne, ce qui écarte l'hypothèse d'une opération amphibie ou d'un bombardement aérien pour le détruire. Par conséquent, les hauts commandants de la RAF optent pour une opération aéroportée.
Un petit groupe de 38 hommes , baptisé « X Troop » (troupe X) et commandé par le major Trevor Pritchard des Royal Welch Fusiliers, est sélectionné parmi le No. 11 Special Air Service Battalion pour mener l'opération,. Trois interprètes italophones participent à l'opération : le squadron leader Ralph Henry Lucky, le rifleman Nasri de la Brigade des fusiliers britannique et un civil italien du nom de Fortunato Picchi, maître d'hôtel d'un restaurant de l'hôtel Savoy,,. En janvier 1941, la troupe X commence un entraînement intensif de six semaines, le temps pour les ingénieurs de la RAF de reconvertir six bombardiers Armstrong Whitworth Whitley en avions de transport de troupes,. Début février, un modèle grandeur nature de l'aqueduc est construit pour permettre à la troupe de pratiquer des sauts en parachute en conditions réelles. Durant une séance d'entraînement, un parachutiste atterrit dans un étang gelé et meurt noyé avant l'arrivée des secours. Selon le plan de l'opération, six bombardiers Whitley du 51e Escadron de la RAF doivent transporter la troupe X vers la zone cible via Malte le 10 février, tandis que deux autres bombardiers effectuent un raid de déception contre les gares de triage de Foggia, à environ 97 kilomètres au nord de l'aqueduc. À 21 h 30, les hommes du commando doivent être largués à proximité de l'objectif. Ils doivent par la suite poser les charges explosives, faire exploser la cible et se retirer à l'embouchure du fleuve Sélé, où ils doivent être évacués par le sous-marin HMS Triumph,.

## Déroulement de l'opération

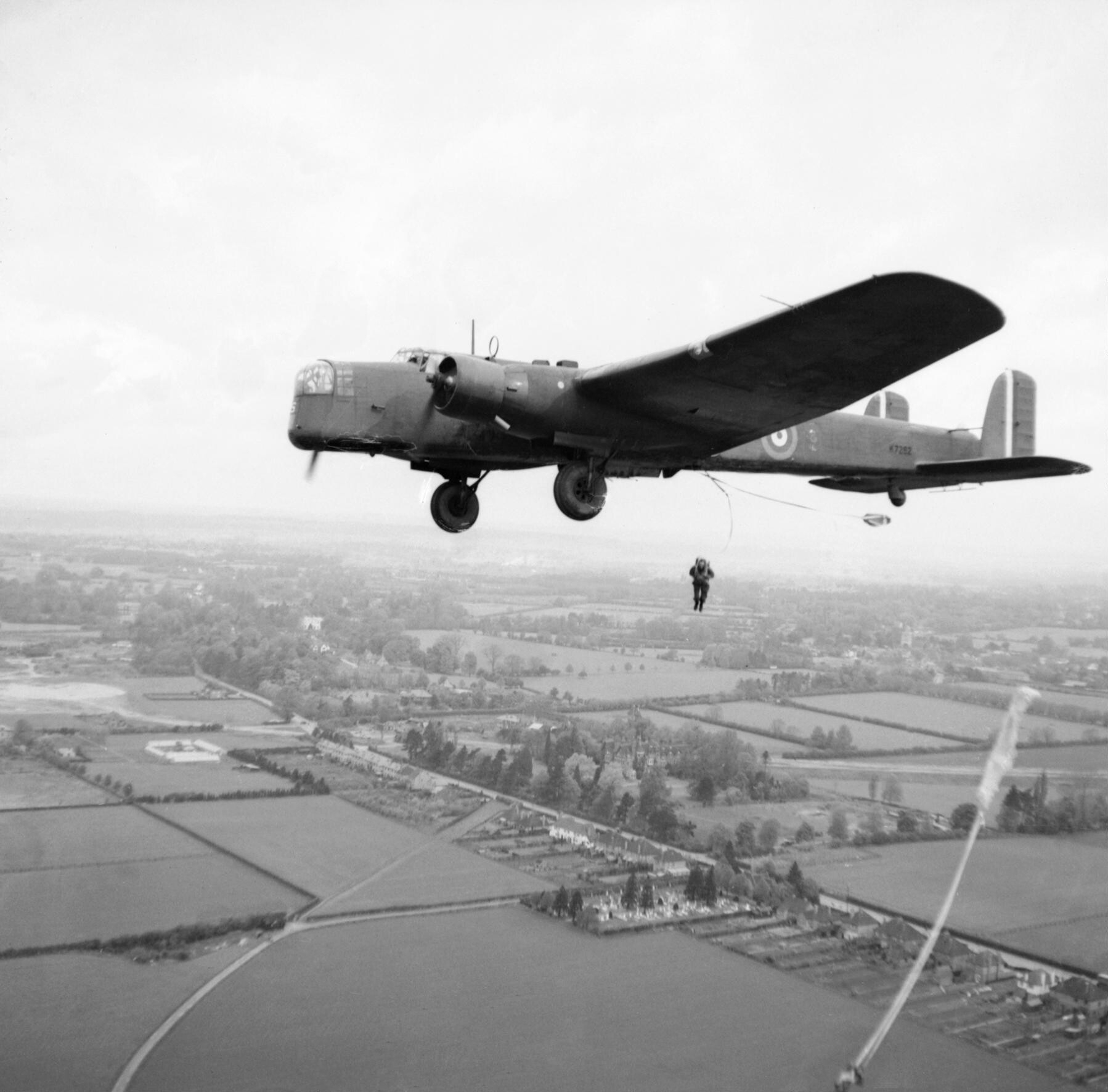
Pour transporter les troupes vers la cible, six bombardiers Armstrong Whitworth Whitley sont reconvertis en avions de transport militaire.

Le 7 février 1941, les hommes de la troupe X s'envolent pour Malte à bord des six bombardiers Whitley.
Bien qu'une bonne partie du trajet se déroule au-dessus de la France occupée, aucun incident n'est à déplorer. À leur arrivée à Malte, la troupe est mise au courant de l'existence de deux aqueducs de tailles différentes dans la zone cible, grâce à des photographies aériennes fournies par la Photographic Reconnaissance Unit. Après une brève discussion, la troupe X décide de prendre pour cible le plus imposant des deux aqueducs.
À 18 h 30, le 10 février, les six bombardiers décollent de Malte, avec chacun à son bord six hommes dont un officier. Le vol vers la zone cible se déroule sans le moindre incident, avec un temps clair et une visibilité parfaite. À 21 h 42, cinq bombardiers atteignent la zone de saut, à environ 500 mètres de l'aqueduc. Les hommes à leur bord sont largués avec les containers de largage et atterrissent à moins de 250 mètres de la cible. Deux des bombardiers ne parviennent toutefois pas à larguer les équipements à la suite d'un dysfonctionnement mécanique. N'ayant pas pu localiser la zone de largage, le personnel navigant du sixième avion largue les six sapeurs à son bord dans une vallée à deux miles de l'aqueduc. Ces sapeurs, qui sautent avec une bonne partie des explosifs, sont capturés quelques heures plus tard par des carabiniers,. Malgré ce revers, le reste de la troupe parvient à récupérer une partie des conteneurs de largage et prend position autour de l'aqueduc. Les membres de la troupe constatent cependant que les piliers soutenant l'ouvrage sont en béton armé et non en brique ; ceci fait craindre au major Trevor Pritchard que les explosifs à leur disposition ne puissent pas suffire pour démolir la cible. Après une brève réflexion, le major ordonne qu'une grande partie des charges explosives soient placées autour de la jetée ouest de l'aqueduc et le reste contre sa culée, afin de causer le plus de dégâts possible. Une petite quantité d'explosifs est également placée sous un pont voisin enjambant la rivière Ginestra.

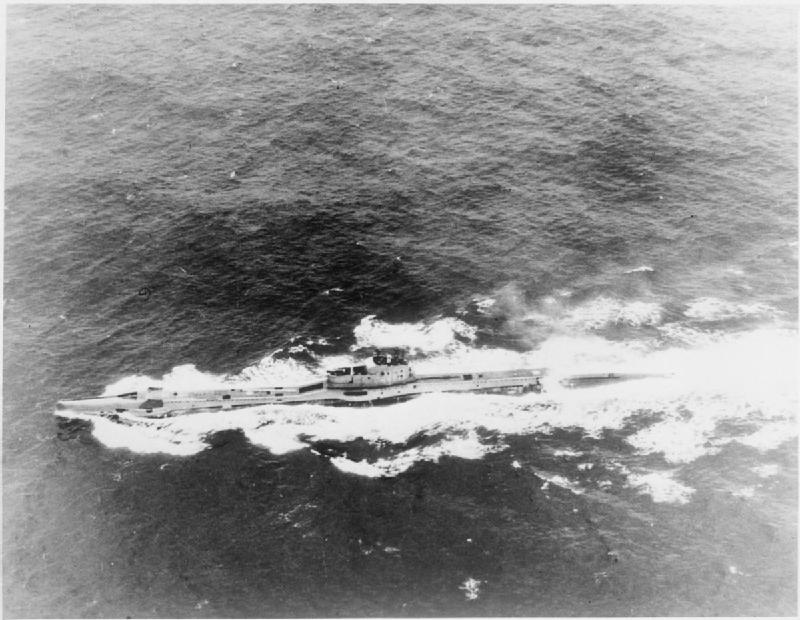
Le en octobre 1940.

Le 11 février à 0 h 30, une première détonation détruit la jetée ouest puis l'ensemble de la structure de l'aqueduc, suivie par une deuxième explosion qui détruit le pont Ginestra,. À 1 h du matin, le commando se divise en trois groupes et tente de s'enfuir vers la côte, laissant derrière eux un parachutiste qui s'est cassé la cheville durant son atterrissage,. Le groupe mené par le major Pritchard est repéré par un fermier ; celui-ci alerte une unité locale de carabiniers qui est aussitôt dépêchée pour les intercepter. Cernés et en infériorité numérique, Pritchard et ses hommes déposent les armes et décident de se rendre. Les membres du deuxième groupe, incluant ceux qui ont fait exploser l'aqueduc, sont quant à eux rapidement localisés par des soldats italiens et pris en embuscade. Ils sont obligés de se rendre après un bref échange de tirs. Enfin, les hommes du troisième groupe croisent des civils italiens alors qu'ils se dirigent vers la côte. Après avoir tenté de s'en tirer en se faisant passer pour des soldats allemands, ils sont arrêtés par des carabiniers, après que les autorités locales aient exigé de voir leurs papiers d'identité. Tous les hommes qui sont capturés sont dépouillés de leurs armes et équipements puis transportés dans une prison de Naples. Ils sont par la suite transférés au camp de prisonniers de guerre de Sulmona, à l'exception du traducteur italien Fortunato Picchi, qui est emmené à Rome. Déclaré coupable de trahison par le Tribunal spécial pour la sécurité de l’État, il est fusillé dans la prison militaire de Fort Bravetta (Rome), le 6 avril 1941.

## Conséquences

### Impacts de l'opération auprès des Italiens
La destruction de l'aqueduc de Tragino n'a guère affecté l'effort de guerre des Italiens en Afrique du Nord et en Albanie, car l'approvisionnement en eau de Tarente et des autres ports aux alentours n'est interrompu que momentanément, le temps pour les Italiens de remettre en état l'aqueduc,. Toutefois, l'opération engendre une certaine inquiétude au sein de la population locale, ce qui oblige le gouvernement italien à mettre en place des mesures strictes pour faire face à d'éventuels raids aériens. Ces mesures sont encore en vigueur à la reddition de l'Italie en 1943.

### Répercussions sur la politique organisationnelle des Britanniques
Le 26 avril 1941, Winston Churchill assiste à une démonstration des forces aéroportées à disposition de la Grande-Bretagne. Il est informé que parmi les 800 parachutistes présents ce jour-là, seul un nombre limité peut participer à d'autres opérations, en raison notamment de l'absence d'avion de transport militaire ; les seuls avions utilisés par les forces aéroportées britanniques étant jusqu'alors des avions civils et des bombardiers reconvertis,. Composée d'anciens membres du No. 2 Commando, la seule formation aéroportée britannique ayant une expérience opérationnelle à cette période est le No. 11 Special Air Service Battalion, qui compte dans ses rangs 350 hommes ,. Au milieu de l'année 1941 cependant, la force aéroportée britannique est encore assez faible et ne peut pas rivaliser avec celle des Allemands.
L'opération Colossus permet aux Britanniques d'acquérir une expérience opérationnelle et technique précieuse. Celle-ci les aide plus tard à planifier de manière plus efficace les opérations aéroportées, telle que l'opération Biting. Elle démontre également le potentiel des troupes aéroportées, qui désormais commencent à susciter une certaine crainte parmi les puissances de l'Axe. Cette opération contribue par ailleurs à revigorer le moral des troupes de l'armée britannique et de la force aéroportée naissante. En outre, la RAF tire des leçons sur les failles techniques constatées durant l'opération, concernant notamment les conteneurs de largage. Fabriqués à partir de matériau léger, ces conteneurs s'affaissent durant le vol et bloquent le mécanisme d'ouverture des portes de la soute à bombes. Les Britanniques décident donc de construire des conteneurs de largage en métal, pour éviter que ce genre de désagrément ne se reproduise.
Avec la politique d'expansion des forces aéroportées britanniques, le No. 11 Special Air Service Battalion est rebaptisé 1st Parachute Battalion et constitue la base de la 1st Parachute Brigade à sa création en septembre 1941.

### Sort des membres de la troupe X
Tous les membres de la troupe X qui sont capturés sont détenus en tant que prisonniers de guerre jusqu'à leur rapatriement à la suite de la reddition de l'Italie, à l'exception du lieutenant Anthony Deane-Drummond et du caporal James Parker. Capturé par les Italiens, Deane-Drummond réussit à s'échapper et retourne en Angleterre en 1942, où il intègre la 1re division aéroportée récemment établie,. Quant au caporal James Parker, il parvient à s'échapper du camp de prisonniers de guerre de Sulmona avant d'être arrêté par des soldats allemands. Il assiste à l'exécution d'un autre évadé et de quelques antifascistes italiens. Parvenant de nouveau à s'échapper, Parker retourne au Royaume-Uni à bord d'un Dakota des forces américaines.

### Controverse
En dépit de l'absence d'éléments du génie militaire et de la petite quantité d'explosifs à leur disposition, les hommes de la troupe X réussissent à détruire complètement l'aqueduc. Toutefois, le major général Julian Thompson émet des critiques selon lesquelles les hauts responsables de la RAF n'ont pas établi un plan suffisamment efficace et clair afin d'évacuer les troupes, car dans l'hypothèse où les hommes de la troupe X auraient réussi à atteindre le point de rendez-vous sur la côte, ils n'auraient pas été évacués par le HMS Triumph. En effet, un des deux bombardiers qui ont mené le raid de déception à Foggia subit des problèmes mécaniques après avoir bombardé les gares de triage. Le pilote informe par radio la base de Malte qu'il va amerrir dans l'embouchure du Sélé qui, par une incroyable coïncidence, s'avère être le point de rendez-vous où l'évacuation des troupes doit avoir lieu. Craignant que ce message n'ait été intercepté par les Italiens, la décision est prise par les officiers supérieurs de la Royal Air Force de ne pas envoyer le HMS Triumph au point de rendez-vous, laissant donc les membres de la troupe X livrés à leur sort,. Le major général Julian Thompson déplore également le manque d'informations concernant la cible, bien qu'il admette que « récupérer ce genre de renseignement n'est pas chose aisée ».